# 帕奈瓦熱帶雨林動物園
帕奈瓦熱帶雨林動物園（英語：Panaʻewa Rainforest Zoo）位於美國夏威夷希洛，是美國內唯一一個座落在熱帶雨林的動物園，面積約12英畝（4.9公頃）。該動物園曾飼養一隻名為「Namaste」（意即「合十禮」）的孟加拉白虎。這隻白虎於1999年進園時只有8個月大，在2014年1月16日15歲被人道毀滅。动物园每天上午 10:00 至下午 3:00 开放。

## 外部連結
- 官方網站 （页面存档备份，存于）（英文）